# Нисаргадатта Махарадж
Шри Нисаргадатта Махарадж (17 апреля 1897, Бомбей, Британская Индия — 8 сентября 1981, Бомбей) — индийский гуру, учитель адвайты (недвойственности), принадлежал к линии преемственности Инчегири-сампрадая.

## Биография

### Ранняя жизнь
Шри Нисаргадатта родился 17 апреля 1897 года, на рассвете, во время полнолуния в месяц чайтра (апрель-май), в семье набожных индусов Шиврампанта Кэмбли и Парватибэй, в Бомбее. Этот день был также днём рождения Господа Ханумана, поэтому мальчик был назван «Марути», этим именем часто называют Ханумана. Марути Шиврампант Кэмбли был воспитан в Кандалгаоне, маленькой деревне в округе Ратнагири, штата Махараштра, где он вырос в окружении семьи из двух братьев, четырёх сестёр и глубоко религиозных родителей. Его отец, Шиврампант, работал в качестве домашнего слуги в Мумбаи, а затем стал мелким фермером в Кандалгаоне.
В 1915 году, после смерти отца, чтобы поддерживать свою семью, он переехал в Бомбей. Первоначально он работал младшим клерком в офисе, но скоро открыл небольшую лавку, где продавал в основном биди (самокрутки из листьев), а вскоре владел уже восемью галантерейными магазинами.

### Пробуждение
В 1933 году он был представлен другом своему будущему гуру, Шри Сиддхарамешвару Махарадже, главе Инчегири, одного из направлений школы Навнатх Сампрадайя. Гуру сказал ему: «Ты не тот, кем себе кажешься…». Затем он дал Нисаргадатте простые инструкции, которым тот следовал дословно, как он сам рассказывал позже:
«Мой Гуру сказал мне уделять внимание только чувству „я есть“ и ничему другому. Я просто повиновался. Я не практиковал никакой специальный метод дыхания, или медитации, или изучения священных текстов. Что бы ни происходило, я отводил от этого своё внимание и оставался с чувством „я есть“. Это может показаться слишком простым, даже грубым. Единственная причина, по которой я делал это, — так мне говорил мой Гуру. И это сработало!».
Следуя указаниям своего гуру Нисаргадатта концентрировался на чувстве «я есть» и использовал всё своё свободное время для безмолвного осознания себя, пребывая в этом состоянии все ближайшие годы, практикуя медитацию и преданное пение бхаджанов (молитвенные индуистские песнопения).
После периода ученичества, который длился почти два с половиной года, Шри Сиддхарамешвара Махарадж умер 9 ноября 1936 года, выполнив к тому времени свою задачу. Марути достиг самосознания. Вскоре он принял новое имя, «Нисаргадатта», означающее «Естественно данное» («нис-арга» буквально означает «без частей», предполагая появление нефрагментированного, целостного Сознания). Он также был назначен духовным руководителем Инчегири Навнатх Сампрадаи, традиции «Девяти мастеров», эту должность он занимал всю свою жизнь.
В 1937 году он покинул Мумбаи и путешествовал по всей Индии. Вернулся к своей семье в Мумбаи в 1938 году. Именно там он провёл остаток своей жизни.

### Поздние годы
В период 1942—1948 он перенёс две потери: вначале смерть своей жены, Саматибаи, потом смерть своей дочери. Он начал принимать учеников в 1951 году, только после личного откровения от своего гуру, Шри Сиддхарамешвара Махараджа.
После того как он ушёл из своего магазина в 1966 году, Шри Нисаргадатта Махарадж продолжал принимать и наставлять посетителей в своём доме, проводя беседы и отвечая на вопросы, давая дискурсы два раза в день до самой своей смерти 8 сентября 1981, в возрасте 84 лет, от рака горла.

## Творчество
Будучи одним из представителей школы метафизики недвойственности XX века, Шри Нисаргадатта, с его непосредственным и минималистичным объяснением недвойственности, считается самым известным учителем адвайты, жившим после Рамана Махарши.
В 1973 году вышла в свет его самая известная и широко переводимая книга, «Я есть То», перевод бесед Нисаргадатта на английский язык, сделанный Свами Бхаратанандой, принёс ему мировое признание и последователей. Нисаргадатта Махарадж считал Свами Бхаратананду «освящённым душой» и находился при его постели в последние минуты жизни.
Одни из самых известных учеников Нисаргадатты — Рамеш Балсекар (он также написал книгу, содержащую беседы Нисаргадатты Махараджа — «Знаки на пути от Нисаргадатты Махараджа», 1983), психолог Стивен Волински (мистик и основатель квантовой психологии).

### Список произведений
- Я есть То. — М.: Изд-во К. Кравчука, 2008. — 692 с. — ISBN 5-901518-19-5.
- Я есть То. — М.: Ганга, 2011. — 704 с. — ISBN 978-5-98882-140-3.